# Syzeuctus torrevillasi
Syzeuctus torrevillasi är en stekelart som beskrevs av Setsuya Momoi 1971. Syzeuctus torrevillasi ingår i släktet Syzeuctus och familjen brokparasitsteklar. Inga underarter finns listade i Catalogue of Life.